# Typ 12 Whitby
Typ 12 Whitby (či třída Whitby) byla třída fregat Britského královského námořnictva a Indického námořnictva. Jednalo se o první britské poválečné fregaty, které nevznikly přestavbou již existujících druhoválečných torpédoborců. Jejím hlavním úkolem byla obrana proti tehdy zaváděným moderním ponorkám, které dosahovaly výrazně vyšších rychlostí pod hladinou, než typy ze 40. let (jejich vývoj ovlivnil především německý typ XXI). Celkem bylo postaveno osm jednotek této třídy, z toho šest pro britské námořnictvo a dvě další pro Indické námořnictvo. Jediným dalším uživatelem třídy bylo Novozélandské královské námořnictvo, které mělo jednu fregatu zapůjčenu. Všechny již byly vyřazeny.
Na základě této úspěšné třídy vznikly rovněž odvozené britské fregaty typu 12M Rothesay, typu 12I Leander, kanadská třída St. Laurent a australská třída River.

## Pozadí vzniku
Tato třída byla vyvinuta pro boj s novou generací poválečných ponorek dosahujících zejména vyšších rychlostí pod hladinou. Fregaty dostaly charakteristicky tvarovaný trup, který jim dával dobré vlastnosti při operacích na rozbouřeném moři. Vlnami se prořezávala příď ve tvaru uzkého a vysokoho písmene V, přičemž za ní se trup výrazně rozšiřoval. Pro Britské královské námořnictvo bylo postaveno celkem 8 fregat základní verze této třídy. Stavba probíhala v letech 1952–1958, přičemž fregaty byly do služby zařazovány v letech 1956–1958. Vyřazeny byly v letech 1976–1985.
Jednotky třídy Typ 12 Whitby:
| Jméno             | Uživatel       | Loděnice                                | Založení kýlu     | Spuštěna          | Zařazena do služby | Status                                                               |
| ----------------- | -------------- | --------------------------------------- | ----------------- | ----------------- | ------------------ | -------------------------------------------------------------------- |
| Blackpool (F77)   | Velká Británie | Harland & Wolff, Belfast                | 20. prosince 1954 | 14. února 1957    | 14. srpna 1958     | Prodána do šrotu 1978.                                               |
| Eastbourne (F73)  | Velká Británie | Vickers-Armstrongs, Newcastle upon Tyne | 13. ledna 1954    | 29. prosince 1955 | 9. ledna 1958      | Prodána do šrotu 1986.                                               |
| Scarborough (F63) | Velká Británie | Vickers-Armstrongs, Newcastle upon Tyne | 11. září 1953     | 4. dubna 1955     | 10. května 1957    | Plánovaný prodej Pákistánu zrušen kvůli ceně. Prodána do šrotu 1977. |
| Tenby (F65)       | Velká Británie | Cammell Laird, Birkenhead               | 23. června 1953   | 4. října 1955     | 18. prosince 1957  | Plánovaný prodej Pákistánu zrušen kvůli ceně. Prodána do šrotu 1977. |
| Torquay (F43)     | Velká Británie | Harland & Wolff, Belfast                | 11. března 1953   | 1. července 1954  | 10. května 1956    | Prodána do šrotu 1987.                                               |
| Whitby (F36)      | Velká Británie | Cammell Laird, Birkenhead               | 30. září 1952     | 2. července 1954  | 10. července 1956  | Prodána do šrotu 1979.                                               |
| Talwar (F40)      | Indie          | Cammell Laird, Birkenhead               | 7. června 1957    | 18. července 1958 | 26. dubna 1959     | Prodána do šrotu 1992.                                               |
| Trishul (F43)     | Indie          | Harland & Wolff, Belfast                | 19. února 1957    | 18. června 1958   | 13. ledna 1960     | Vyřazena.                                                            |

## Konstrukce

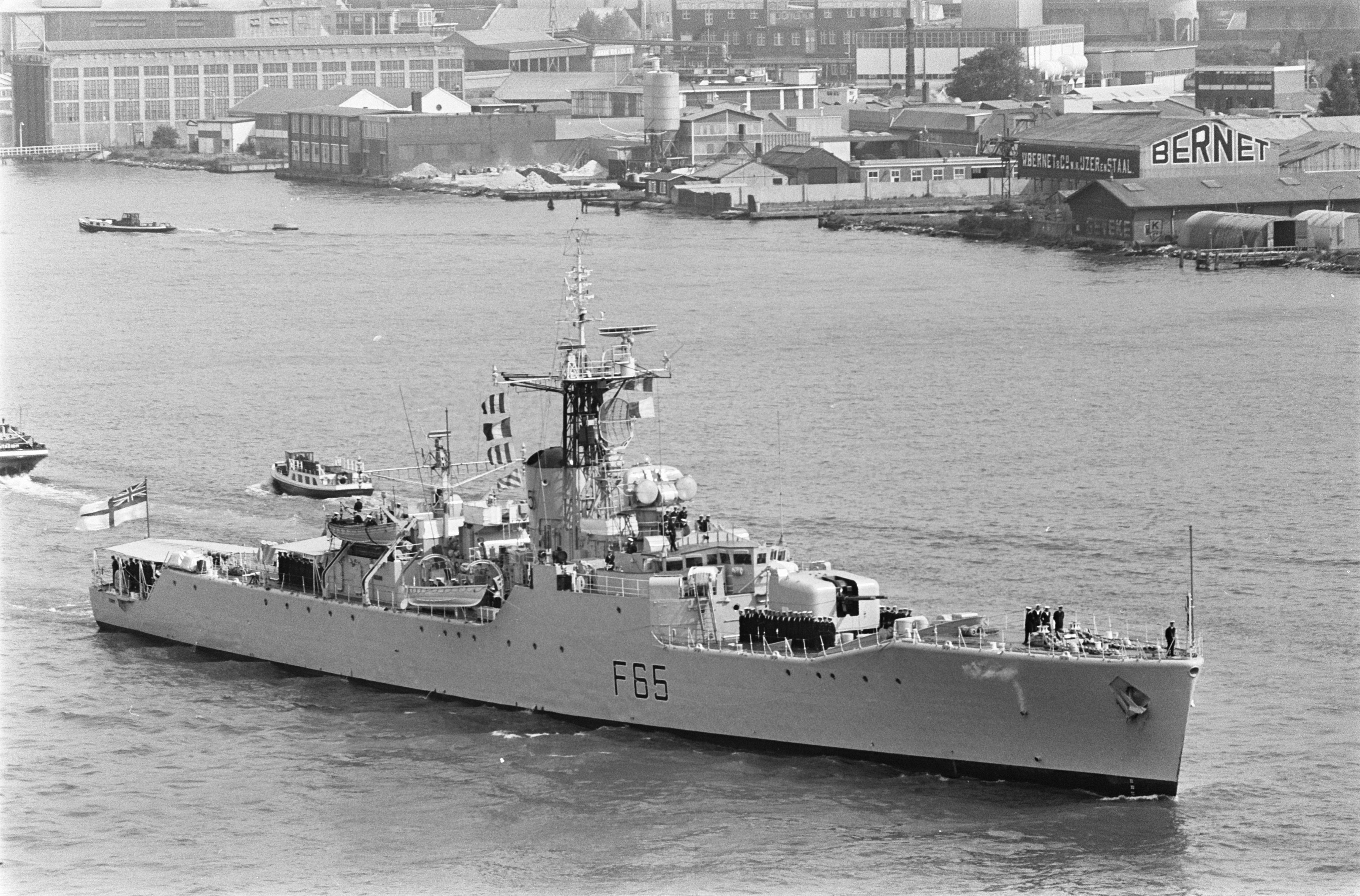
HMS Tenby (F65)

Britská plavidla nesla radary typů 275, 262, 293, 277 a 974/978 a dále sonary typů 162, 170 a 174/177. Hlavňovou výzbroj tvořily dva dvouúčelové 114mm kanóny Mk.6 v dělové věži na přídi a dva protiletadlové 40mm kanóny STAAG Mk.2. Protiponorkovou výzbroj představovaly dva salvové vrhače hlubinných pum Limbo. Čtyři fregaty navíc dostaly dvanáct 533mm torpédometů (osm pevných jednohlavňových a dva dvojité otočné). Pohonný systém tvořily dva kotle Babcock and Wilcox a dvě parní turbíny o výkonu 30 000 hp, pohánějící dva lodní šrouby. Nejvyšší rychlost činila 29 uzlů. Dosah byl 4500 námořních mil při rychlosti 12 uzlů.

### Modifikace
Úpravy plavidel během služby byly zcela minimální. V 60. letech byly demontovány torpédomety a 40mm kanóny STAAG Mk.2 nahradil stejný počet hlavní výkonnějšího typu Mk.9.

## Zahraniční uživatelé
Indie

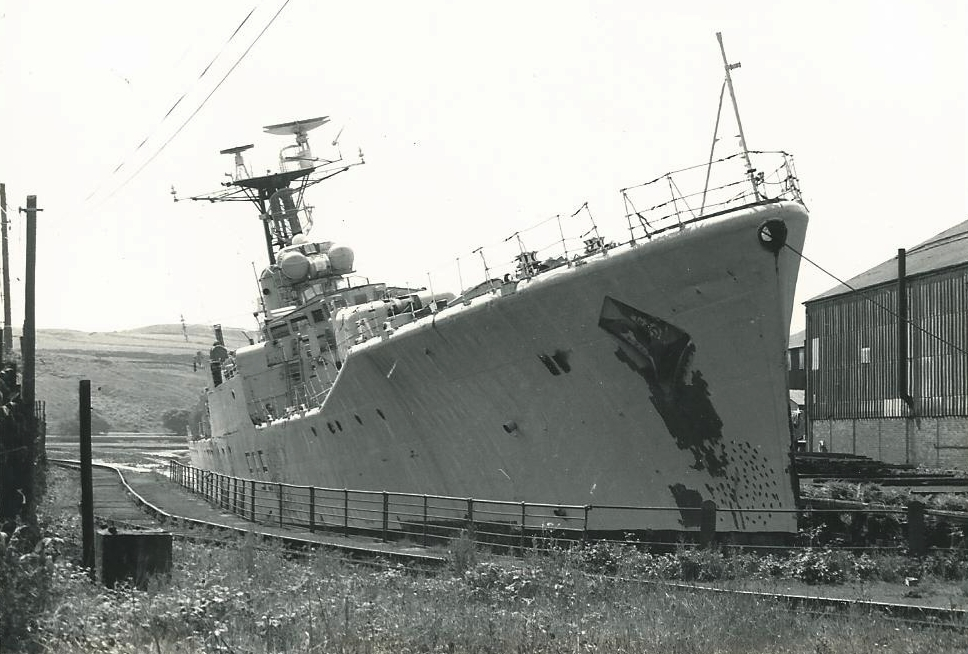
HMS Tenby (F65)

- Indické námořnictvo – britské loděnice postavily fregaty Talwar (F40) a Trishul (F43). Jejich stavba začala v roce 1957 a do služby byly zařazeny v letech 1959–1960. Výzbroj tvořily dva 114mm kanóny, čtyři 40mm kanóny a dva vrhače Limbo. V 70. letech byla u obou fregat odstraněna dělová věž a na jejím místě se objevily tři sovětské protilodní střely P-15 Termit (v kódu NATO SS-N-2). V 80. letech proběhla druhá modernizace, po které výzbroj plavidel tvořily tři protilodní střely P-15, čtyři 30mm kanóny, dva trojhlavňové 324mm protiponorkové torpédomety a jeden vrhač Limbo. Za zádi pak byla vybudována přistávací plocha pro vrtulníky.

 Nový Zéland
- Novozélandské královské námořnictvo mělo v letech 1966–1971 zapůjčenu fregatu Blackpool, která bylo provozována jako HMNZS Canterbury (F421).[2]